# Discografia di Francesco Gabbani
La discografia di Francesco Gabbani, cantautore e polistrumentista italiano, è costituita da sei album in studio, uno dal vivo, ventisei singoli e ventinove video musicali, pubblicati dal 2011.
La sua carriera è cominciata negli anni duemila con i Trikobalto, gruppo da lui abbandonato nella primavera del 2010 per proseguire la carriera come artista solista, quest'ultima culminata con la vittoria al Festival di Sanremo 2016 nella sezione "Nuove proposte" con il brano Amen e a quello seguente nella sezione "Campioni" con il brano Occidentali's Karma.

## Album

### Album in studio
| Anno                                                         | Titolo | Classifiche | Classifiche | Classifiche | Certificazioni | Unità          |
| Anno                                                         | Titolo | ITA         | BEL (WA)    | SWI         | Certificazioni | Unità          |
| ------------------------------------------------------------ | --- | ----------- | ----------- | ----------- | -------------- | -------------- |
| 2014                                                         | Greitist Iz - Pubblicato: 27 maggio 2014 - Etichetta: DIY Italia, Universal - Formati: CD, download digitale                                  | 59          | —           | —           |                |                |
| 2016                                                         | Eternamente ora - Pubblicato: 12 febbraio 2016 - Etichetta: BMG Rights Management - Formati: CD, LP, download digitale                        | 18          | —           | —           |                |                |
| 2017                                                         | Magellano - Pubblicato: 28 aprile 2017 - Etichetta: BMG Rights Management - Formati: CD, 2 LP, download digitale                              | 1           | 174         | 35          | - ITA: Platino | - ITA: 50 000+ |
| 2020                                                         | Viceversa - Pubblicato: 14 febbraio 2020 - Etichetta: BMG Rights Management - Formati: CD, 2 LP, download digitale, streaming                 | 2           | —           | 97          | - ITA: Oro     | - ITA: 25 000+ |
| 2022                                                         | Volevamo solo essere felici - Pubblicato: 22 aprile 2022 - Etichetta: BMG Rights Management - Formati: CD, 2 LP, download digitale, streaming | 4           | —           | —           | - ITA: Oro     | - ITA: 25 000+ |
| 2025                                                         | Dalla tua parte - Pubblicato: 21 febbraio 2025 - Etichetta: BMG Rights Management - Formati: CD, LP, download digitale, streaming             | 2           | —           | —           |                |                |
| "—" indica una pubblicazione non classificata in quel paese. | |             |             |             |                |                |

### Album dal vivo
| Anno | Titolo                                                                                                |
| ---- | --- |
| 2017 | Sudore, fiato, cuore - Live 2017 - Pubblicato: 8 dicembre 2017 - Etichetta: Universal - Formati: 2 LP |

### Colonne sonore
| Anno | Titolo |
| ---- | --- |
| 2016 | Poveri ma ricchi - Colonna sonora originale - Pubblicato: 9 dicembre 2016 - Etichetta: Universal - Formati: CD, download digitale |

## Singoli
| Anno                                                         | Titolo                      | Classifiche | Classifiche | Classifiche | Classifiche | Classifiche | Classifiche | Classifiche | Classifiche | Certificazioni     | Unità           | Album di provenienza                        |
| Anno                                                         | Titolo                      | ITA         | AUT         | BEL (FL)    | BEL (WA)    | EUR         | FRA         | SWE         | SWI         | Certificazioni     | Unità           | Album di provenienza                        |
| ------------------------------------------------------------ | --------------------------- | ----------- | ----------- | ----------- | ----------- | ----------- | ----------- | ----------- | ----------- | ------------------ | --------------- | ------------------------------------------- |
| 2011                                                         | Italia 21                   | —           | —           | —           | —           | —           | —           | —           | —           |                    |                 | /                                           |
| 2011                                                         | Un anno in più              | —           | —           | —           | —           | —           | —           | —           | —           |                    |                 | /                                           |
| 2011                                                         | Estate                      | —           | —           | —           | —           | —           | —           | —           | —           |                    |                 | /                                           |
| 2011                                                         | Maledetto amore             | —           | —           | —           | —           | —           | —           | —           | —           |                    |                 | /                                           |
| 2012                                                         | Svalutation                 | —           | —           | —           | —           | —           | —           | —           | —           |                    |                 | /                                           |
| 2014                                                         | I dischi non si suonano     | —           | —           | —           | —           | —           | —           | —           | —           |                    |                 | Greitist Iz                                 |
| 2016                                                         | Amen                        | 14          | —           | —           | —           | —           | —           | —           | —           | - ITA: Platino     | - ITA: 50 000+  | Eternamente ora                             |
| 2016                                                         | Eternamente ora             | —           | —           | —           | —           | —           | —           | —           | —           |                    |                 | Eternamente ora                             |
| 2016                                                         | In equilibrio               | —           | —           | —           | —           | —           | —           | —           | —           |                    |                 | Eternamente ora                             |
| 2016                                                         | Foglie al gelo              | —           | —           | —           | —           | —           | —           | —           | —           |                    |                 | Poveri ma ricchi - Colonna sonora originale |
| 2017                                                         | Occidentali's Karma         | 1           | 57          | 54          | 85          | 10          | 110         | 87          | 25          | - ITA: Platino (6) | - ITA: 300 000+ | Magellano                                   |
| 2017                                                         | Tra le granite E le granate | 19          | —           | —           | —           | —           | —           | —           | —           | - ITA: Platino (2) | - ITA: 100 000+ | Magellano                                   |
| 2017                                                         | Pachidermi e pappagalli     | —           | —           | —           | —           | —           | —           | —           | —           |                    |                 | Magellano                                   |
| 2017                                                         | La mia versione dei ricordi | 82          | —           | —           | —           | —           | —           | —           | —           |                    |                 | Magellano                                   |
| 2019                                                         | È un'altra cosa             | —           | —           | —           | —           | —           | —           | —           | —           |                    |                 | Viceversa                                   |
| 2020                                                         | Viceversa                   | 2           | —           | —           | —           | —           | —           | —           | —           | - ITA: Platino (3) | - ITA: 300 000+ | Viceversa                                   |
| 2020                                                         | Il sudore ci appiccica      | 84          | —           | —           | —           | —           | —           | —           | —           | - ITA: Oro         | - ITA: 35 000+  | Viceversa                                   |
| 2020                                                         | Einstein (E=mc²)            | —           | —           | —           | —           | —           | —           | —           | —           |                    |                 | Viceversa                                   |
| 2021                                                         | La rete                     | —           | —           | —           | —           | —           | —           | —           | —           |                    |                 | Volevamo solo essere felici                 |
| 2021                                                         | Spazio tempo                | 45          | —           | —           | —           | —           | —           | —           | —           | - ITA: Platino     | - ITA: 100 000+ | Volevamo solo essere felici                 |
| 2022                                                         | Volevamo solo essere felici | —           | —           | —           | —           | —           | —           | —           | —           | - ITA: Oro         | - ITA: 50 000+  | Volevamo solo essere felici                 |
| 2022                                                         | Peace & Love                | —           | —           | —           | —           | —           | —           | —           | —           |                    |                 | Volevamo solo essere felici                 |
| 2022                                                         | Natale tanto vale           | —           | —           | —           | —           | —           | —           | —           | —           |                    |                 | Volevamo solo essere felici                 |
| 2023                                                         | L'abitudine                 | —           | —           | —           | —           | —           | —           | —           | —           |                    |                 | /                                           |
| 2024                                                         | Frutta malinconia           | —           | —           | —           | —           | —           | —           | —           | —           |                    |                 | Dalla tua parte                             |
| 2025                                                         | Vengo a fidarmi di te       | —           | —           | —           | —           | —           | —           | —           | —           |                    |                 | Dalla tua parte                             |
| 2025                                                         | Viva la vita                | 30          | —           | —           | —           | —           | —           | —           | —           |                    |                 | Dalla tua parte                             |
| 2025                                                         | Così come mi viene          | —           | —           | —           | —           | —           | —           | —           | —           |                    |                 | Dalla tua parte                             |
| "—" indica una pubblicazione non classificata in quel paese. |                             |             |             |             |             |             |             |             |             |                    |                 |                                             |

## Autore per altri artisti
| Anno | Titolo                      | Artista           | Album di provenienza |
| ---- | --------------------------- | ----------------- | -------------------- |
| 2016 | L'amore sa                  | Francesco Renga   | Scriverò il tuo nome |
| 2016 | Il bambino col fucile       | Adriano Celentano | Le migliori          |
| 2021 | Un sorriso dentro al pianto | Ornella Vanoni    | Unica                |
| 2024 | Buttalo via                 | Mina              | Gassa d'amante       |

## Video musicali
| Anno | Titolo                          | Regista/i                         |
| ---- | ------------------------------- | --------------------------------- |
| 2011 | Italia 21                       | Nicola Martini                    |
| 2012 | Svalutation                     | Gabriele Lucchetti                |
| 2014 | I dischi non si suonano         | Nicola Martini                    |
| 2015 | Clandestino                     | Chiara Feriani e Claudio Zagarini |
| 2016 | Amen                            | Daniele Barraco                   |
| 2016 | Eternamente ora                 | Daniele Barraco                   |
| 2016 | In equilibrio                   | Gaetano Morbioli                  |
| 2016 | Foglie al gelo                  | Gabriele Lucchetti                |
| 2017 | Occidentali's Karma             | Gabriele Lucchetti                |
| 2017 | Tra le granite e le granate     | Gabriele Lucchetti                |
| 2017 | Pachidermi e pappagalli         | Andrea Folino                     |
| 2017 | La mia versione dei ricordi     | Tiziano Russo                     |
| 2019 | È un'altra cosa                 | Federico Cangianello              |
| 2020 | Viceversa                       | Fabio Capalbo                     |
| 2020 | Il sudore ci appiccica          | Fabio Capalbo                     |
| 2020 | Einstein (E=mc²)                | Tiziano Russo                     |
| 2021 | La rete                         | Daniele Barraco                   |
| 2021 | Spazio tempo                    | Matteo Bruno Bellesia             |
| 2022 | Volevamo solo essere felici     | Fabrizio Conte                    |
| 2022 | La mira                         | —                                 |
| 2022 | Peace & Love                    | Fabrizio Conte                    |
| 2022 | L'amor leggero                  | Stefano Salvati                   |
| 2022 | Tossico indipendente            | Stefano Salvati                   |
| 2022 | Natale tanto vale               | Fabio Capalbo                     |
| 2023 | L'abitudine                     | Fabio Capalbo                     |
| 2024 | Frutta malinconia               | Filiberto Signorello              |
| 2024 | Spazio tempo (Acoustic version) | Filiberto Signorello              |
| 2025 | Vengo a fidarmi di te           | Filiberto Signorello              |
| 2025 | Viva la vita                    | Filiberto Signorello              |
| 2025 | Così come mi viene              | Filiberto Signorello              |